# Amazona arausiaca
L'amazzone collorosso (Amazona arausiaca Müller, 1776) è un uccello della famiglia degli Psittacidi.

## Descrizione
Ha taglia notevole, attorno ai 40 cm, colore generale verde, anello perioftalmico bianco, maschera facciale blu che copre fronte, regione attorno all'occhio e guance. Una macchia rossa ben evidente è localizzata sulla gola, lo specchio alare è rosso, l'iride arancio e il becco grigiastro come le zampe.

## Distribuzione
È endemica della piccola isola di Dominica, dove abita le foreste del Monte Diablotin. Corre un serio pericolo di estinzione a causa della distruzione delle foreste e dell'azione degli uragani. Un progetto statale la protegge in maniera efficace dal 1980, tanto che la popolazione è passata da meno di 150 individui censiti in quell'anno agli oltre 500 censiti nel 1993. La ripresa è lenta, però dimostra che progetti di tutela seri danno buoni risultati.

## Biologia
Vive nelle foreste vergini, tra i 300 e gli 800 metri di quota, prediligendo le cime degli alberi, a volte in associazione con un'altra rarissima amazzone, l'amazzone imperiale.